# Klášter křižovníků (Praha)
Klášter či konvent křižovníků s červenou hvězdou při kostele svatého Františka z Assisi je mateřský klášter původního českého církevního rytířského řádu založeného svatou Anežkou Českou. Areál kláštera je v Praze 1 na Starém Městě a ohraničují ho Křižovnické náměstí, Vltava, Platnéřská ulice a Křižovnická ulice.

## Dějiny kláštera

### 13. - 16. století

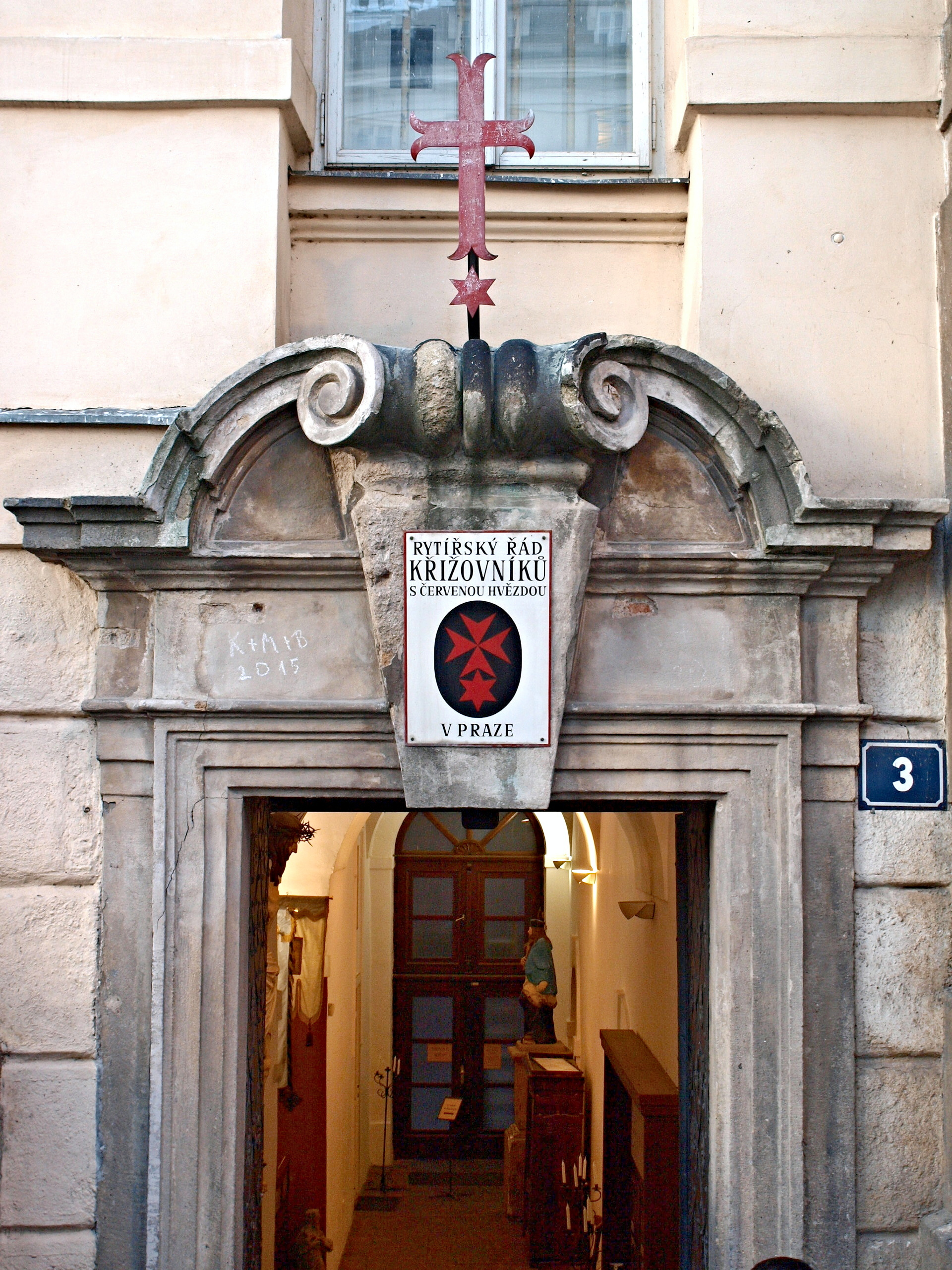
Vstup do bývalého řádového špitálu (dnes muzeum) na Křižovnickém náměstí

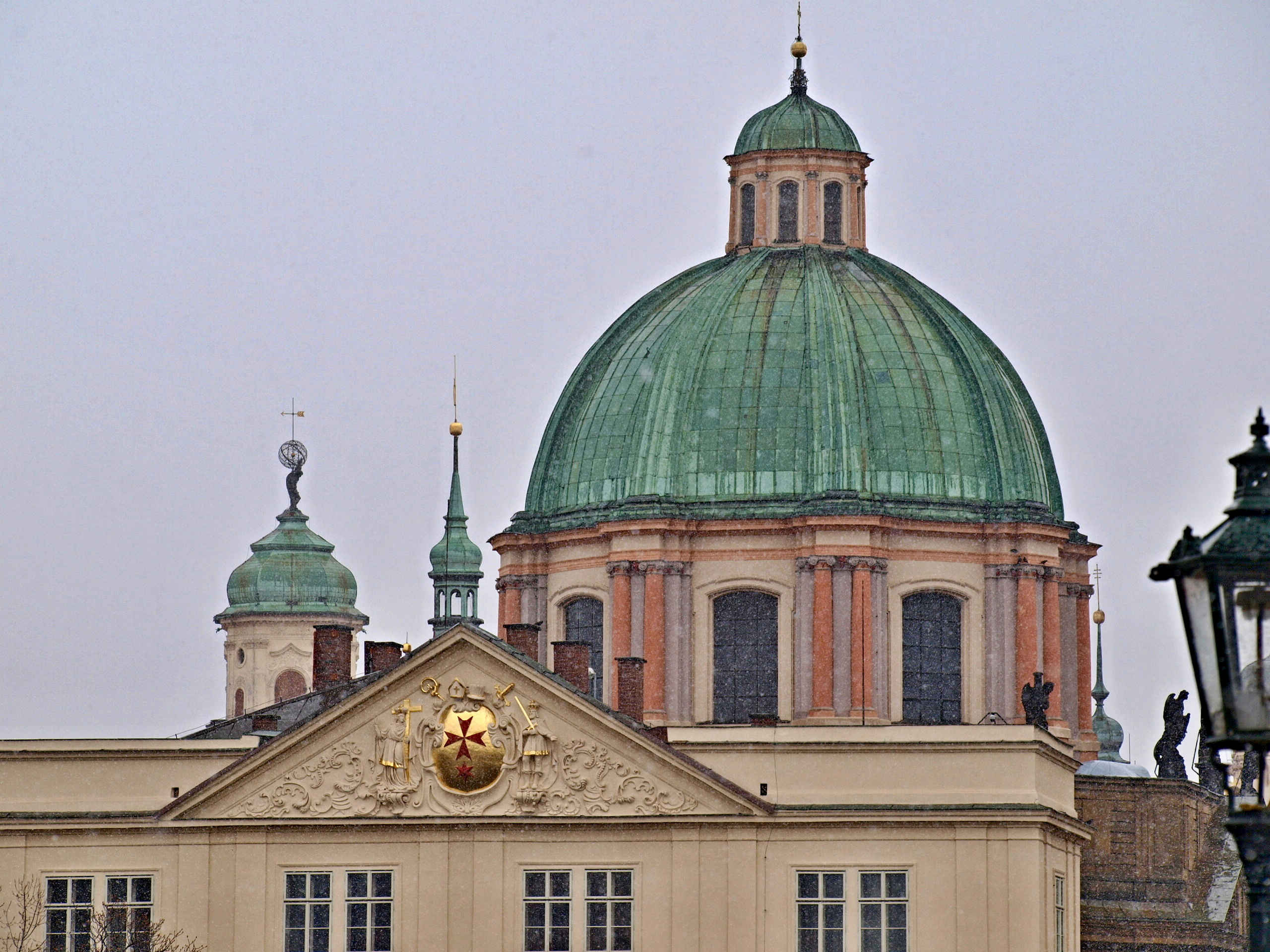
Vpředu tympanon kláštera se znakem řádu, v pozadí zelená kupole kostela svatého Františka

Výstavba kláštera řádu byla zahájena 21. května 1252 na břehu Vltavy u tehdejšího Juditina mostu, poté, co byl tento první český řád v roce 1237 potvrzen papežem jako špitální bratrstvo a přestěhoval se sem ze své první lokality Na Františku. Výstavba probíhala z vůle zakladatelky Anežky Přemyslovny a byla dokončena za panování krále Václava II. První kostel byl oproti dnešnímu orientován blíže k řece a zasvěcen svatému Duchu. V dnešním suterénu vstupního průčelí z náměstí se z něj dochoval jeden prostor a část portálu se sloupky.
Základem kláštera byl špitál, řád především pečoval o poutníky a nemocné, k čemuž si zvolil příhodný komunikační uzel u Karlova mostu při hlavní cestě na staroměstské tržiště. V roce 1378 zasáhl klášter požár, po kterém došlo k jeho přestavbě a zvýšení nivelety. Budovy byly obklopeny hřbitovem. V době husitských válek rytíři řádu klášter zřejmě zcela neopustili, stav budov se však kvůli nedostatku prostředků zhoršoval. Roku 1526 byl na nábřeží přistavěn nový špitál z iniciativy velmistra řádu Václava z Hradešína.

### 17.–19. století
Celý areál byl silně poškozen za švédského obléhání Starého Města roku 1648, jehož boje se odehrávaly na Karlově mostě u staroměstské mostecké brány, tedy v těsné blízkosti kláštera. Teprve po válce, roku 1663 mohla být zahájena celková barokní přestavba areálu konventu. Jako první byl dokončen nový trakt směrem do dnešní Křižovnické ulice.
Stavba nového klášterního kostela podle projektu Jeana-Baptisty Matheye byla zahájena roku 1679, kostel byl vysvěcen až roku 1688. Přesto jde o jedno z prvních barokních řádových ústředí v Českém království. Ve druhé polovině 18. století došlo k nějakým stavebním úpravám konventu za účasti Ignáce Jana Palliardiho. Roku 1846 pak došlo k výraznější přestavbě, kdy byla o jedno poschodí zvýšena budova generalátu a špitálu a přibyl štít s atikou a tympanonem, jehož autorem byl architekt Vincenc Kulhánek.

### 20. století
Poslední velká přestavba iniciovaná 44. velmistrem a generálem Františkem Xaverem Maratem byla provedena v letech 1908–1912. Před vlastním započetím stavby byla odbourána velká část původních raně barokních klášterních budov. Zachován zůstal pouze kostel sv. Františka z Assisi, k němu přiléhající křídlo tzv. generalátu se špitálem, obracející se svou hlavní frontou do Křižovnického náměstí, a vybrané prostory pozdně gotického tzv. starého převorství. Zbývající části byly nahrazeny secesně-neobarokní novostavbou architekta Josefa Sakaře.
V rámci této rekonstrukce zanikl také křižovnický pivovar umístěný na rohu ulic Křižovnická a Platnéřská. Jednalo se o předposlední funkční pivovar na Starém Městě pražském a současně první pivovar v českých zemích, který v roce 1844 začal se stáčením piva do lahví.
V období první republiky klášter i nadále sloužil svému účelu. Menší část ale byla zabrána pro potřeby státní správy. Své sídlo zde ve farním traktu směrem do Křižovnické ulice měla pražská úřadovna státního pozemkového úřadu.
Ve 20. století byli členové řádu donuceni dvakrát opustit svůj klášter. Nejprve v době nacistické okupace, znovu pak v období komunismu.
K prvnímu stěhování došlo rozhodnutím německého branného referátu pražského magistrátu z června roku 1942, kdy byli spolubratři postupně donuceni opustit nejdříve budovy kláštera a o něco později dokonce i kostel sv. Františka, ke kterému byl pro duchovní službu ustaven diecézní kněz. Klášter byl předán do užívání ministerstvu dopravy a techniky. V křídle generalátu nalezlo své sídlo stavební oddělení úřadu říšského protektora. Tento zábor a vlastně celé období nacistické okupace přineslo spolubratrům, pobývajícím v klášteře a na řádových farách, mnoho těžkostí. Již na jaře roku 1941 byl velmistr řádu Josef Vlasák po výslechu na gestapu donucen opustit Prahu. Jako místo nuceného pobytu mu bylo přikázáno Brno, kde pod dohledem německých úřadu strávil téměř celou válku. Ostatní spolubratři pak byli rozptýleni na různých místech mimo klášter. Někteří byli opakovaně perzekvováni gestapem. Členové řádu Karel Weiss a Ladislav Sirový pak skončili v koncentračním táboře v Dachau.
Po osvobození v květnu 1945 bylo možnost obnovit činnost řádu v budovách kláštera. Část prostor ale zůstala již trvale v užívání státních orgánů. Znovu museli členové řádu klášter opustit v dubnu roku 1950, kdy byl vyklizen Státní bezpečností v rámci Akce K. Velmistr řádu Josef Vlasák by přestěhován na faru u kostela sv. Petra na Poříčí, další členové pak z velké části převezeni do centralizačních klášterů v Broumově, Králíkách a Želivi. I když bylo nutné budovy kláštera opustit, kostel zůstal po celou dobu komunismu i nadále v duchovní správě členů řádu. Uvolněné prostory kláštera byly z větší části vystěhovány. Umělecké sbírky a knihovna byly převedeny do státních sbírek. Objekt byl následně předán do užívání ministerstvu zdravotnictví. Opakovaně se objevovaly různé návrhy na jeho kulturní využití (depozitní prostory Uměleckoprůmyslového muzea, Národní knihovny…). Budova ale po krátké době přešla do správy ministerstvo vnitra a až do sametové revoluce byla jedním z pražských sídel Státní bezpečnosti.

### Po roce 1989
Po sametové revoluci došlo k obnově činnosti řádu v budově kláštera u Karlova mostu. Ten je dnes sídlem generálního představeného řádu – velmistra. Současně je formačním a vzdělávacím domem pro nové členy. Mimo to se zde řád i v dnešní době snaží naplňovat špitální odkaz své zakladatelky sv. Anežky České. Sídlí zde dívčí střední katolická škola, věnující se vzdělávání dívek s různými sociálním hendikepy, křižovnická pečovatelská služba pečující o pražské seniory a připravovaný křižovnický domácí hospic. Svou klubovnu zde našel jeden z pražských skautských oddílů.